# 篠原とおる
篠原 とおる（しのはら とおる、1936年4月28日 - ）は、日本の漫画家。男性。愛媛県新居浜市出身、現在は大阪府八尾市在住。愛媛県立新居浜工業高校卒業。
代表作に『さそり』『にっぽん競馬伝』『ワニ分署』『河内残侠伝 軍鶏』など。

## 略歴
1955年
- 愛媛県立新居浜工業高校卒業後、大阪の自動車部品工場を入社するも10か月で退社し、マンガ芸術院で通信教育を受けながら雑誌に投稿する。

1958年
- 『覆面博士』が童心社より初出版される。

1962年
- 影丸穣也 / さいとう・たかを / 佐藤まさあき / 辰巳ヨシヒロ / 水島新司らが所属していた大阪の日の丸文庫で描き始める。

1967年
- 『女豹マコ』『人間昆虫記』『ズベ公探偵ラン』などの女性主人公が登場する漫画を描き始める。

1970年
- 女囚を主人公にした『さそり』を『ビッグコミック』（小学館）に連載。サスペンス・アクション主体の作風スタイルを確立する。

1972年
- 東映東京撮影所で『さそり』映画化。シリーズ化されるなど大人気を博す。1971年にはリイド社『リイドコミック』で連載した『0課の女』、1979年には集英社『週刊プレイボーイ』で連載した『ワニ分署』も映画化され、ピンキーバイオレンス映画の原作者として知られる。

1973年
- 『ビッグコミックオリジナル』創刊から主力作家として活躍するが、1979年10月20日号掲載の『夜光虫』第100話「児心音異常」の殺人描写が全国障害者解放運動連絡会議（全障連）から猛抗議を受け、打ち切りに。原作者の柿沼宏は絶筆した。

1974年以降
- リイド社を中心に活動。夕刊紙の『夕刊フジ』では『女仕置人ゼブラ』を連載した。1990年代以降は、『さそり』『0課の女』『ワニ分署』のリメイクを含め、過去のピンキーバイオレンス系作品の多くがVシネマ化されている。

## 作風
ヒロイン・アクション劇画の第一人者にしてパイオニア的存在で、多くの作品が映像化されているが、アニメ化された作品は一本もない。映像化された作品は怨念が強調されたピンキーバイオレンスが多く、原作のほうも初期はそうした傾向があったが、前述の「夜光虫」事件以降は明るいお色気と娯楽色が前面に出たものが目立つ。
一貫して強く賢明な女性主人公を描き続け、男性はたいてい悪人か無能者、良くて若干抜けたところのある協力者というポジションで描かれる。

## 作品リスト
（五十音順）
- あした狼に 全2巻
- 縁切り屋でございます。 全1巻
- おんな鑑識官千鳥 全2巻
- 女仕置人ゼブラ 全10巻
- 女刀師サヤカ 全4巻
- がらんどう 全3巻
- 河内残侠伝軍鶏 全14巻
- 河内晴れ 全3巻
- キャッツアイ（原案：吉津実）
- 銀笹
- 刑事あんこう 全21巻
- 刑事500足 全1巻
- 警視庁秘密捜査官さくら（原作：伊月慶悟） 全2巻
- 現代牝犬物語 全1巻
- 恋待草メモリー 全1巻
- コミック版 プロジェクトX挑戦者たち―炎上 男たちは飛び込んだ
- コードネーム348 サシバ 全8巻
- SASORI IN U.S.A. -PRISONER No.701- 全1巻
- 食虫花 全2巻
- 新女仕置人 狩人蜂 全2巻
- ズベ公探偵ラン
- O課の女 全12巻
- ゼロ戦夏子 全6巻
- 定年諸君（原作：あべ善太） 全3巻
- 天下頂戴!（リイド社「コミック乱」2003年11月号 - ? 掲載）
- 陶子 全5巻
- 浪花のミナミ風 全2巻
- にっぽん競馬伝（原作：あべ善太）
- ハーイ！さくらです。 全1巻
- パートタイム刑事 全1巻
- 白衣の天使なんかいやしない！（小学館 「週刊少女コミック」、1975年11月9日号掲載）
- 火喰鳥 全2巻
- 秒ドロップ 全3巻
- ヒールのテキスト 全3巻
- 夫婦コップ 全3巻
- 覆面博士 - デビュー作。
- マル暴おんな刑事ビッチ 全2巻
- 女豹マコ
- もうかりまっか?（原作：林律雄）
- 夜光虫（原作：柿沼宏）
- やどかり〜弁護士・志摩律子の事件簿〜 全14巻
- ワニ分署（82分署） 全12巻

## 映画化・舞台化

### 原作『さそり』
- 劇場公開作品 詳細は女囚さそりシリーズを参照
  - 女囚701号 さそり（1972年）
  - 女囚さそり 第41雑居房（1972年）
  - 女囚さそり けもの部屋（1973年）
  - 女囚さそり 701号怨み節（1973年）
  - 新・女囚さそり 701号（1976年）
  - 新・女囚さそり 特殊房X（エックス）（1977年）
  - SASORI IN U.S.A..（1997年）
  - さそり（2008年）
- Vシネマ
  - 女囚さそり 殺人予告（1991年）
  - サソリ 殺す天使（1998年）
  - サソリ 女囚701号（2008年）
- テレビドラマ
  - さそり（2004年/BS-TBS）

### 原作『O課の女』
- 劇場公開作品 詳細はZero WOMANを参照
  - 0課の女 赤い手錠（1974年）
  - Zero WOMAN 警視庁0課の女（1995年）
  - Zero WOMAN R 警視庁0課の女／欲望の代償 (2007年)
- 新Zero WOMANシリーズ（オリジナルビデオ）
  - Zero WOMAN II 警視庁0課の女（1995年）
  - Zero WOMAN III 警視庁0課の女（1996年）
  - Zero WOMAN 名前のない女（1996年）
  - Zero WOMAN 消せない記憶（1997年）
  - Zero WOMAN 危ない遊戯（1998年）
  - Zero WOMAN 最後の指令（1998年）
  - 新Zero WOMAN 0課の女再び…（2004年）

### 原作『ワニ分署』
- 劇場公開作品 詳細はワニ分署を参照
  - スーパーGUNレディ ワニ分署（1979年）
  - 82分署（1995年）
- Vシネマ、およびオリジナルビデオ
  - 82（ワニ）分署 Rebirth（1996年）
  - 新 82（ワニ）分署（1998年）

### 原作『刑事あんこう』
- 舞台
  - 刑事あんこう（1981年、日劇MH）
- Vシネマ、およびオリジナルビデオ
  - あんこう（1991年VHS、SHSプロジェクト）

### 原作『コードネーム348 サシバ』
- Vシネマ、およびオリジナルビデオ
  - コードネーム348・女刑事サシバ（1990年、SHVシネマ）

### 原作『女仕置人ゼブラ』
- Vシネマ、およびオリジナルビデオ
  - 女仕置人ゼブラ　セクシー編（1990年、SHSプロジェクト）
  - 女仕置人ゼブラ　アクション編（1990年、SHSプロジェクト）

### 原作『河内残侠伝 軍鶏』
- Vシネマ、およびオリジナルビデオ
  - 河内残侠伝 軍鶏（1991年、東映ビデオ）

## アシスタント
- 新谷かおる（高校在学中から卒業まで[1]）